# Allen (New York)
Pour les articles homonymes, voir Allen.

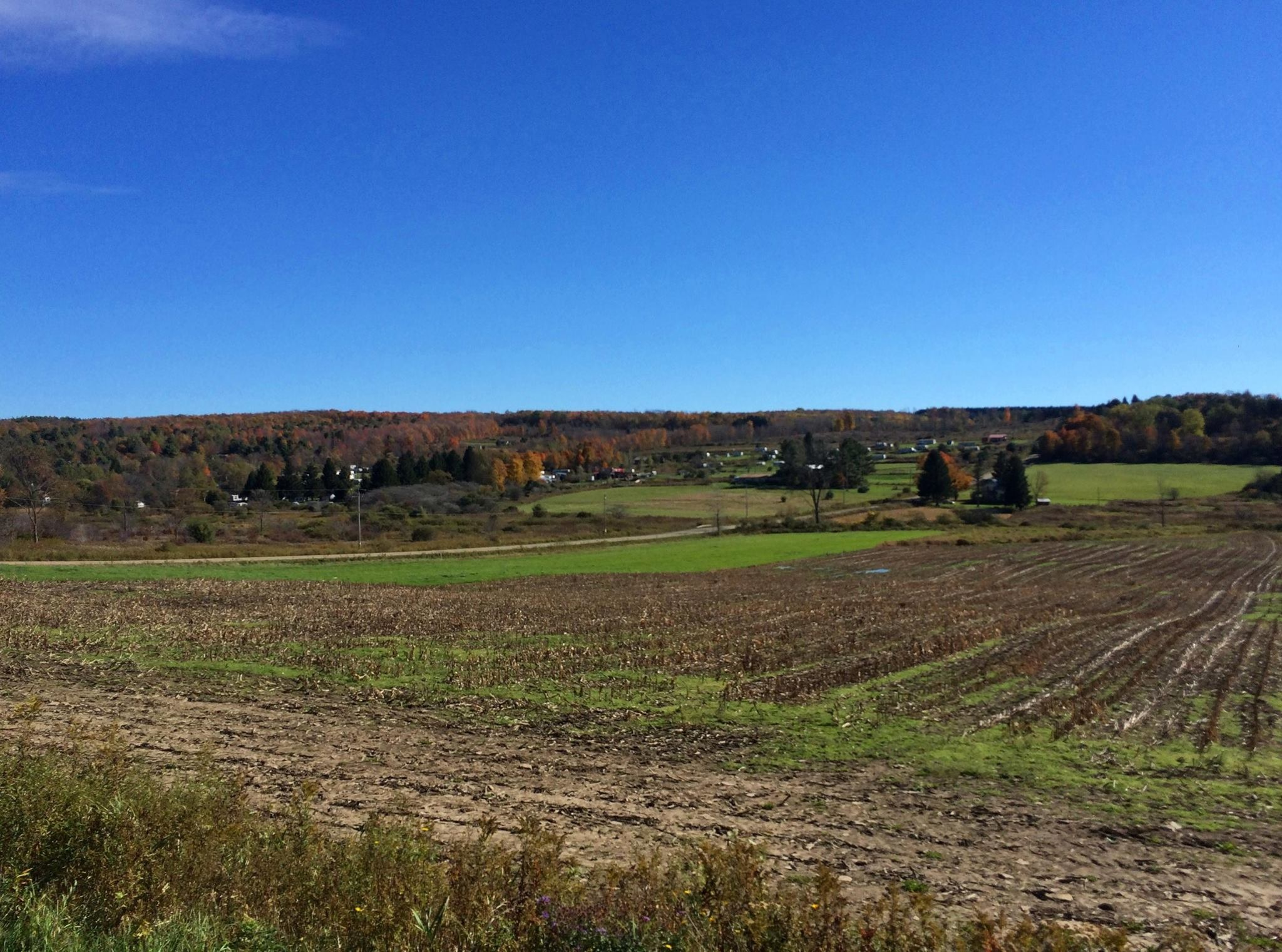
L'ancienne route d'État (de gauche à droite, en arrière-plan) s'étend à travers la ville rurale d'Allen, dans l'État de New York, vue vers le sud-est depuis la route de comté 15A en octobre 2015.

Allen est une ville du comté d'Allegany, dans l'État de New York, aux États-Unis,. En 2020, elle comptait une population de 493 habitants, estimée au 1er juillet 2021 à 488 habitants. La ville est incorporée en 1881.

## Démographie
Lors du recensement de 2020, la ville comptait une population de 493 habitants. Elle est estimée, en 2021, à 488 habitants.